# Cimiez
Distrito selecto y exclusivo del Noreste de la ciudad francesa de Niza, que se asienta sobre la colina que lleva su nombre. La Reina Victoria solía pasar temporadas en la población. En Cimiez falleció John Houlding, alcalde de Liverpool y fundador del Liverpool FC y José Gustavo Guerrero, salvadoreño, quien fue el primer presidente de la Corte Internacional de Justicia, máximo tribunal de la ONU.

## Sitios de interés
- Hospital de Cimiez: edificio consturido en 1754 como Hospicio de Caridad y restaurado por última vez en 1999. Hoy en día es la sede geriátrica del Centro Hospitalario Universitario de Niza.
- Hotel Regina: Hotel de lujo del siglo XIX, al lado del Hospital de Cimiez, donde vivió el pintor Henri Matisse. Hoy en día es un edificio residencial.
- Museo Matisse: asentado en la "Ville des arènes", un edificio del siglo XVII decorado con un exquisito trampantojo, al lado de las ruinas romanas de Cemenelum, acoge desde 1963 una amplia colección del genial artista francés.
- Museo Arqueológico de Niza: situado al lado de las ruinas romanas de Cemenelum, recoge colecciones sobre la historia de Niza en la antigüedad, así como de otros lugares. Cabe destacar su colección de lápidas y enterramientos romanos.
- Ruinas de Cemenelum: Antiguo poblado ligur de los siglos III y II a. C., y elegido por Augusto en el año 14 a. C. capital de la provincia Alpes Maritimae. En él pueden verse tres termas completas y un anfiteatro ("Las Arenas"). Posteriormente (alrededor del siglo IV) se edificó allí un conjunto paleocristiano compuesto por una catedral y un baptisterio.
- Monasterio Franciscano de Cimiez: Iglesia del siglo XVI, con un bello jardín y un cementerio monumental.